# Lobelia elongata
Lobelia elongata là loài thực vật có hoa trong họ Hoa chuông. Loài này được Small mô tả khoa học đầu tiên năm 1903.